# My Soul Sings: Live from Bogota
My Soul Sings es el quinto álbum en vivo de la banda británica de rock Delirious?. Fuego grabado en septiembre de 2008 en Bogotá, Colombia y lanzado oficialmente el 16 de marzo de 2009 en el Reino Unido. El nombre para el DVD fue tomado de una canción de su último trabajo de estudio Kingdom of Comfort.

## Lista de canciones

### DVD
1. "Rain Down"
2. "God Is Smiling"
3. "Bliss"
4. "Love Will Find a Way"
5. "All God's Children"
6. "How Sweet the Name"
7. "History Maker"
8. "Break the Silence"
9. "Deeper"
10. "Majesty"
11. "Paint the Town Red"
12. "Kingdom of Comfort"
13. "Stare the Monster Down"
14. "My Soul Sings"

### CD
1. "Rain Down"
2. "God Is Smiling"
3. "God's Romance"
4. "Hallelujah"
5. "Bliss"
6. "Love Will Find a Way"
7. "All God's Children"
8. "History Maker"
9. "Break the Silence"
10. "Deeper"
11. "Majesty"
12. "Kingdom of Comfort"
13. "Stare the Monster Down"
14. "My Soul Sings"